# Paulo Skoropadski
Paulo Skoropadski (em ucraniano: Павло Петрович Скоропадський; romaniz.: Pavlo Petrovych Skoropadskyi; Wiesbaden, Império Alemão, 15 de maio [Calend. juliano: 3 de maio] 1873 – Metten, Alemanha Nazista, 26 de abril de 1945) foi um aristocrata ucraniano , líder militar e estatal,  que serviu como hetman do Estado Ucraniano ao longo de 1918, após um golpe de estado em 29 de abril do mesmo ano.
Filho de um nobre, ele ingressou no Corpo de Pajens, de onde saiu como oficial. Após seu serviço na Guerra Russo-Japonesa, ele foi promovido ao posto de coronel, mais tarde no comando do 20º Regimento de Dragões Finlandês em 1910. Skoropadski seria promovido a major-general e ajudante de campo de Nicolau II em 1912. Durante a Primeira Guerra Mundial, ele se tornou tenente-general responsável pelo 34º Corpo de Exército.
Após a Revolução de Fevereiro, que viu o surgimento da Rada Central, Skoropadski começaria a ucranizar seu 34º Corpo de Exército, mais tarde conhecido como 1º Corpo Ucraniano. Com a ajuda do Império Alemão, Skoropadski derrubaria a República Popular da Ucrânia e estabeleceria o Estado Ucraniano. Durante o seu governo, ele deu às forças de ocupação austríacas e alemãs maior controlo sobre a Ucrânia  apelando também aos interesses dos proprietários de terras predominantemente russos.  O governo de Skoropadski também melhorou a educação ucraniana, os negócios estrangeiros e a organização do exército ucraniano. 

## Biografia
Paulo Skoropadski nasceu na família Skoropadski de líderes militares e estadistas ucranianos, que se destacaram desde o século XVII, quando Fedir Skoropadski participou da Batalha de Zhovti Vody. Seu neto Ivan Skoropadski (1646–1722) foi Hetman dos Cossacos Ucranianos a partir de 1708. Os atuais Skoropadskis descendem de seu irmão. 
Seu bisavô patrilinear foi Miguel Yakiviche Skoropadski, filho de Yakive Mikhailoviche Skoropadski e esposa, e sua bisavó patrilinear foi Pulqueria Markeviche. 
O pai de Skoropadski, Pedro Skoropadski (1834–1885), foi um coronel da Guarda de Cavalaria e veterano da Guerra do Cáucaso (Subjugação da Circássia, 1863). Depois disso, ele serviu como orador (marechal) do Conselho do Condado de Starodub (zemstvo) (1869–1885) até sua morte. 
A tia de Skoropadski, condessa Elisabete Miloradoviche (nascida Skoropadska) (1832–1890) foi uma ativista pública ucraniana. Ela foi uma das principais patrocinadoras da fundação da primeira instituição científica ucraniana, a Sociedade Científica Shevchenko, em Lviv. Seu marido era o Conde Lev Miloradoviche, cuja mãe era da família Kochubei. 
Seu avô paterno Ivan Mikhailoviche Skoropadski (30 de janeiro de 1804 – 8 de fevereiro de 1887) também serviu como orador dos conselhos do Condado de Priluki (1844–1847) e da Gubernia de Poltava (1847–1852). Ele também era conhecido pela construção do Arboreto Trostianets (hoje no Oblast de Chernihiv). Ele se casou em 1829 com sua avó paterna Elisabete Tarnovska. O pai de Skoropadski, Pedro Ivanoviche Skoropadski (6 de março de 1834 – 30 de junho de 1885) também era descendente da família Tarnovski, enquanto a mãe de Skoropadski, Maria Andreievna Miklaszevska, filha de André ... viche Miklaszevski e esposa Daria ... vna Olsufieva, era descendente das famílias Miklashewski e Olsufieve. 
Skoropadski cresceu na propriedade de seu pai em Trostianets, Condado de Priluki, Gubernia de Poltava. Ele frequentou um ginásio em Starodub e mais tarde se formou na escola de cadetes do Corpo de Pajens em São Petersburgo. 

## Carreira militar

### Primeiras atribuições e Guerra Russo-Japonesa
Em 1893, Skoropadski se formou no Corpo de Pajens e foi designado como Corneteiro (ou seja, Segundo-tenente na cavalaria) para o regimento da Guarda de Cavaleiros, onde recebeu o comando de um esquadrão. Depois de dois anos, ele foi designado para o serviço de ajudante regimental no mesmo regimento. Em dezembro de 1897, ele foi promovido a Poruchik (Primeiro-tenente). Em 1897, Skoropadski também se casou com Alexandra Petrovna Durnovo, filha de Pedro Pavloviche Durnovo, o Governador-Geral de Moscou (ver Durnovo). 
A primeira grande missão de Skoropadski foi como comandante de sotnia (companhia) no 2º Regimento Cossaco de Chita do Exército Cossaco Trans-Baical em Chita durante a Guerra Russo-Japonesa. Mais tarde, ele se tornou ajudante do comandante das forças russas no Extremo Oriente, General Nicolau Lineviche. Durante a guerra, Skoropadski recebeu a Arma de Jorge e diversas ordens. Em dezembro de 1905, o czar Nicolau II fez dele um ajudante de infantaria com a patente de coronel. Em 4 de setembro de 1910, o Coronel Skoropadski foi comissionado como comandante do 20º Regimento de Dragões Finlandês, continuando a ser um Fliegel-Ajudante da Comitiva H.I.M. Em 15 de abril de 1911, ele foi transferido para o Regimento de Cavalaria Leib-Guard. Os Leib-Guards eram as forças militares de elite russas designadas para proteção pessoal do imperador. Em 6 de dezembro de 1912, Skoropadski foi promovido a Major-General da Comitiva do H.I.M. 

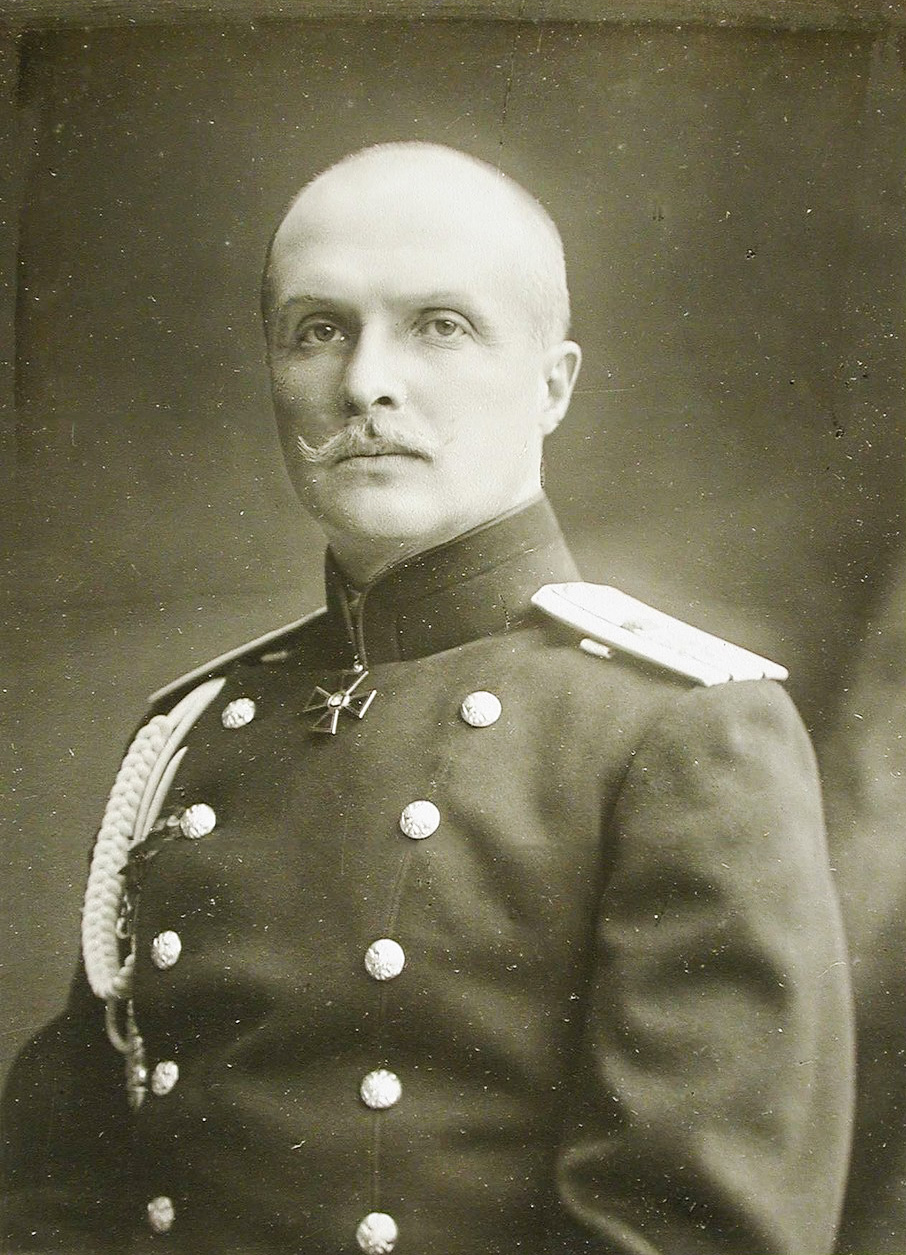
Skoropadski, c. antes de 1917

### Primeira Guerra Mundial
No início da Primeira Guerra Mundial, Skoropadski recebeu o comando da reorganizada 1ª Brigada da 1ª Divisão da Guarda de Cavalaria (General Nicolau Kaznakove) como parte do 1º Exército comandado pelo General Paul von Rennenkampf. Skoropadski já trabalhou para von Rennenkampf durante a Guerra Russo-Japonesa, quando este comandava o Exército Cossaco Trans-Baical. Em 6 de agosto de 1914, seu regimento se destacou em batalhas perto de Kraupishken como parte da invasão russa da Prússia Oriental. Mais tarde, ele foi nomeado comandante da Divisão de Guardas de Cavalaria Unida, que se destacou perto de Kaushen. O general Skoropadski também comandou a 5ª Divisão de Cavalaria. Em 2 de abril de 1916, ele foi promovido a Tenente-General e recebeu a 1ª Divisão de Guarda de Cavalaria. De 22 de janeiro a 2 de julho de 1917, ele esteve no comando do 34º Corpo de Exército. Em julho de 1917, o desativado 34º Corpo de Exército foi transformado no 1º Corpo Ucraniano . Em outubro de 1917, no primeiro Congresso dos Cossacos Livres, ele recebeu o título de Otaman honorário. De outubro a novembro de 1917, seu Corpo de Exército de 60.000 homens defendeu com sucesso o corredor ferroviário que se estendia por Podolie até Polissya, Vapniarka – Zhmerynka – Koziatyn – Shepetivka e defendeu contra os ataques da frente romena, particularmente o 2º Corpo de Guardas, liderado por Eugenia Bosche. 

## Carreira política na Ucrânia

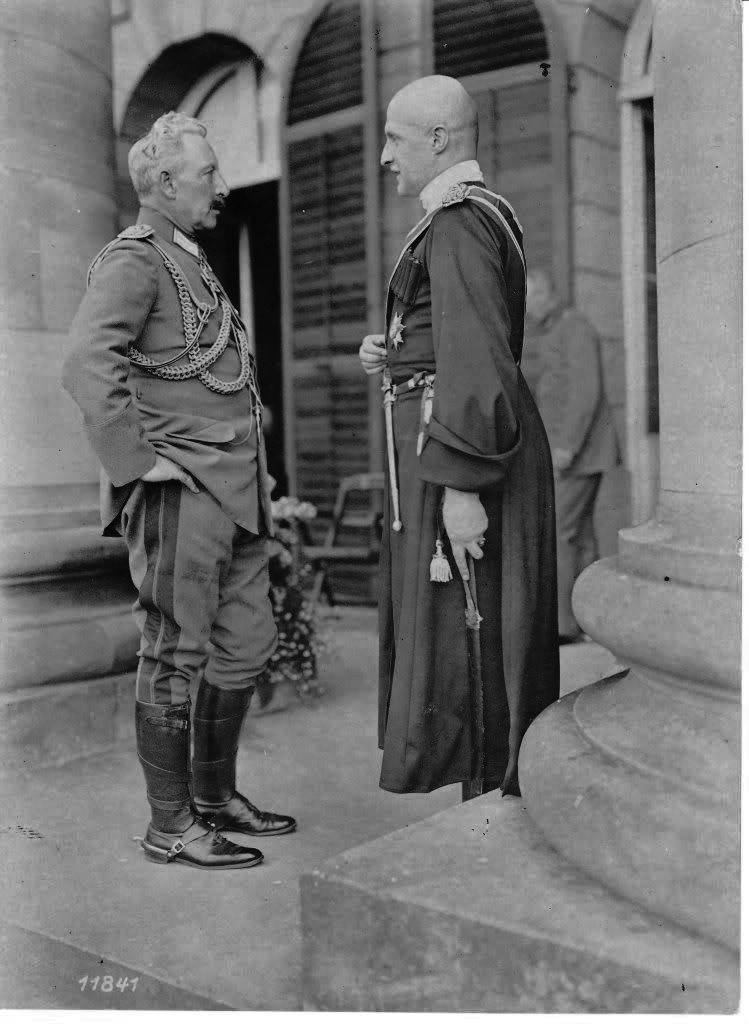
Skoropadsky e Guilherme II, 1918

Em abril de 1918, os invasores alemães forçaram o exército da República Popular da Ucrânia a recuar e fizeram de Skoropadsky o Hetman da Ucrânia. Segundo Peter Kenez, "as tropas alemãs ocuparam a Ucrânia para extorquir o máximo de alimentos e matéria-prima possível, mas o alto comando alemão estava cauteloso em penetrar mais profundamente na Rússia por medo de dispersar muito o seu exército". :135
Skoropadskyi foi crismado pelo bispo Nykodym na Catedral de Santa Sofia. Alguns nacionalistas ucranianos o denunciaram como um colaborador alemão apoiado por ricos proprietários de terras. Alguns outros ucranianos o consideravam muito pró-Rússia e ditatorial. Entre outras coisas, Skoropadsky formou um gabinete composto principalmente por falantes de russo, czaristas e eslavófilos. Simultaneamente, ele comprometeu a Ucrânia a uma federação com um Império Russo restaurado. Apesar dessas críticas, em contraste com a antiga Rada Central, seu governo recebeu crédito em certos círculos por formar uma organização administrativa eficaz, estabelecer laços diplomáticos com muitos países, concluir um tratado de paz com a Rússia Soviética e fundar muitas escolas e universidades, incluindo a Academia Nacional de Ciências da Ucrânia. 
Em 11 de novembro de 1918, a Alemanha assinou um armistício com a Entente, o que deixou o apoio militar e internacional do Hetmanato em dúvida. No mesmo mês, uma revolta liderada pelo social-democrata Symon Petliura começou a tomar o poder na Ucrânia. A revolta restaurou nominalmente a República Popular da Ucrânia, mas o poder foi investido numa Diretoria, um governo provisório de cinco diretores  presidido por Volodymyr Vynnychenko. Skoropadskyi assinou um documento de abdicação em 14 de dezembro de 1918.

## Exílio e consequências

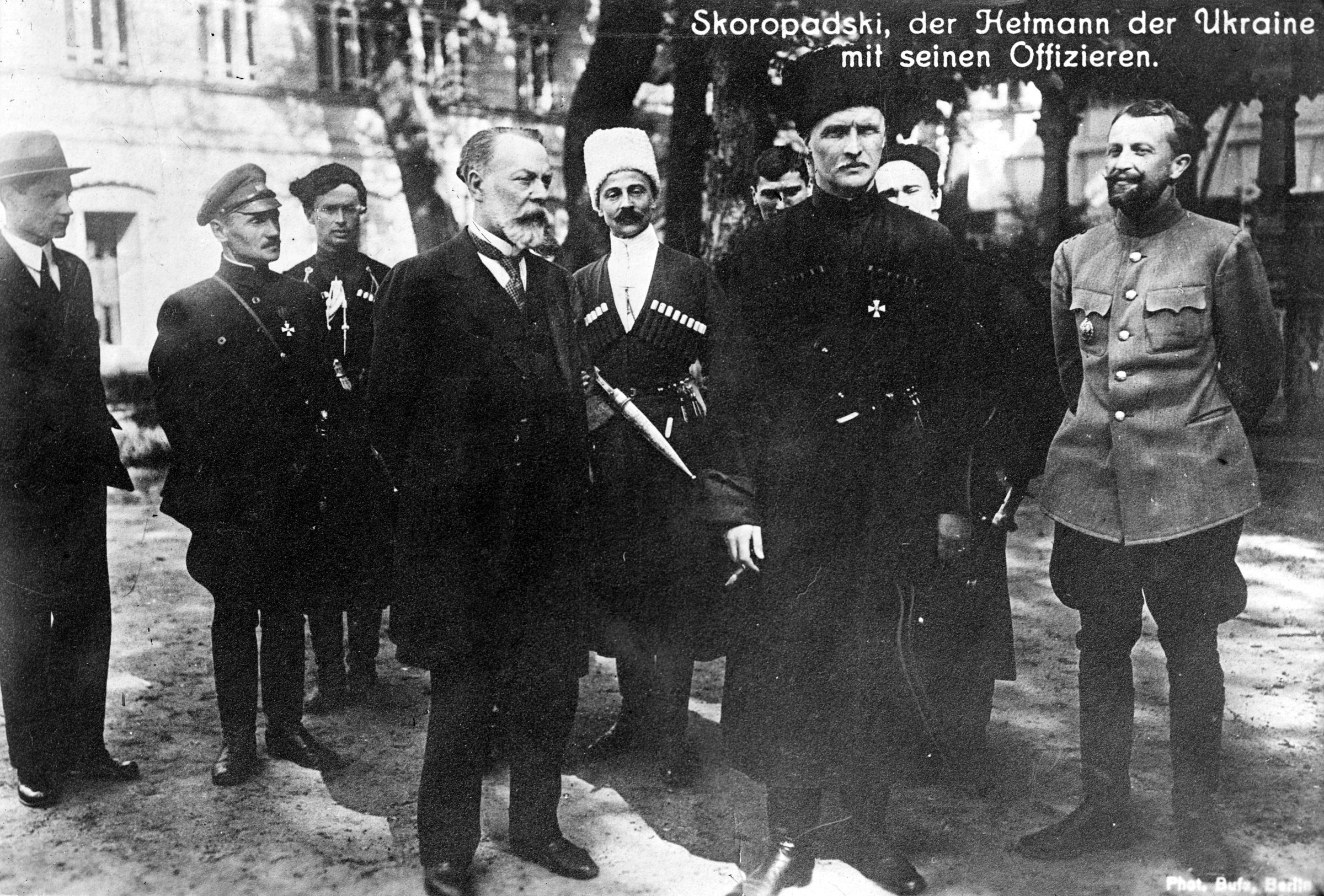
Paulo Skoropadski (centro à direita)

Depois de se esconder em Kiev, Skoropadski recuou com as forças alemãs. Ele foi para o exílio na Alemanha em 1919 e se estabeleceu no distrito de Wannsee, em Berlim. 
Enquanto vivia na República de Weimar, Skoropadski manteve amizades pessoais próximas com altos funcionários do governo e do exército, desde seus dias na faculdade militar. Nos últimos anos, porém, ele recusou consistentemente ofertas de colaboração com os nazistas. 
Nas últimas semanas da Segunda Guerra Mundial na Europa, Skoropadski fugiu do avanço das forças soviéticas junto com o exército alemão em retirada. Ele morreu na Abadia de Metten, Alemanha, em 26 de abril de 1945, após ser ferido (16 de abril de 1945) no bombardeio aliado de Plattling, perto de Regensburg, e foi enterrado em Oberstdorf. 
Seu movimento continuou até o início da década de 1980, influenciando um programa monarquista ucraniano baseado no modelo do Estado Cossaco. Terminou gradualmente com o envelhecimento das comunidades de emigrantes do leste da Ucrânia. 
A filha de Skoropadski, Olena Skoropadska-Ott (falecida em 2014), residiu na Suíça, visitou a Ucrânia diversas vezes e foi homenageada por seus escritos históricos. 

## Honrarias
- Império Russo
  -  Ordem de Santa Ana, 4º Grau, 1904
  -  Ordem de Santa Ana, 3º Grau com Espadas e Arco, 1904
  -  Ordem de Santo Estanislau, 2ª Classe com Espadas, 1905
  -  Ordem de São Vladimir, 4º Grau com Espadas e Arco, 1905
  -  Ordem de São Vladimir, 3º Grau, 1900
  - Espada de Ouro por Bravura, 1905
  -  Ordem de Santa Ana, 2º Grau com Espadas, 1906
  -  Ordem de São Jorge, 4ª Classe

- Reino da Prússia
  -  Ordem da Águia Vermelha, 1918

## Família

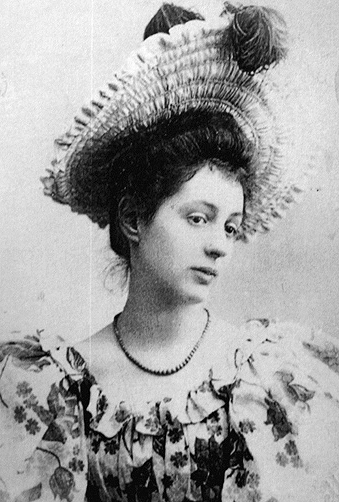
Alexandra Durnovo [Skoropadska

Em 11 de janeiro de 1897/8 em São Petersburgo, Império Russo, Skoropadski casou-se com a nobre russa Alexandra Petrovna Durnovo (23 de maio de 1878 – 29 de dezembro de 1952), filha do soldado e estadista russo Pedro Pavloviche Durnovo (6 de janeiro de 1835 – ?; de uma família notável de estadistas e proprietários de terras russos) e Maria Vasilievna Kochubei (17 de setembro de 1848 – 15 de fevereiro de 1894; da família nobre cossaca ucraniana Kochubei). 
O casal teve seis filhos:
- Maria (1898 – 12 de fevereiro de 1959)
- Elisabete (1899 – 16 de fevereiro de 1976)[14]
- Pedro (1900–1956)
- Danilo Pavloviche Skoropadski (13 de fevereiro de 1904/6 – 23 de fevereiro de 1957)
- Paulo (1915–1918)
- Helena (5 de julho de 1919 – 4 de agosto de 2014)[15]

## Legado

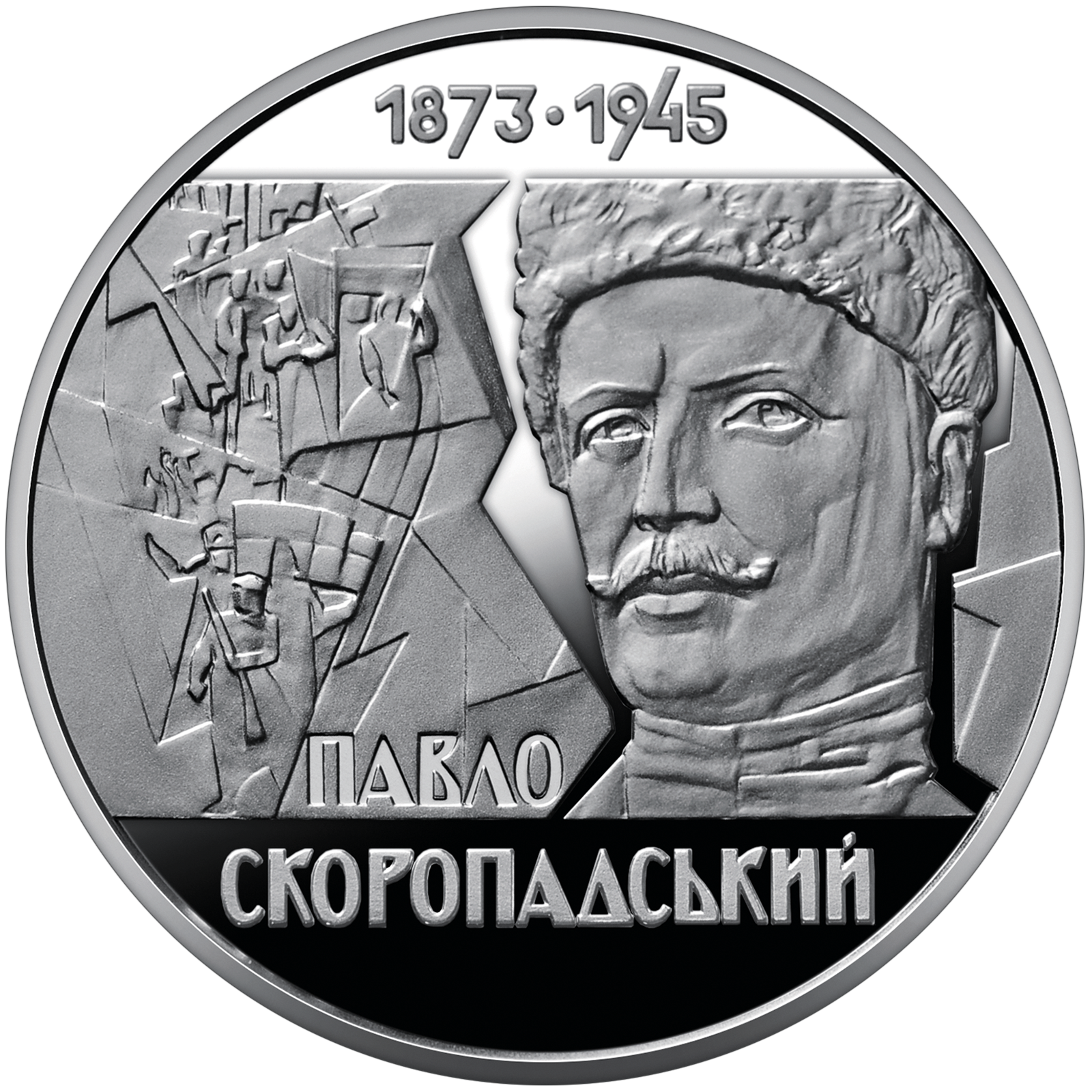
Moeda comemorativa de 2 hryvni, 150º Aniversário de Nascimento de Paulo Skoropadski, 2023

Em algumas cidades ucranianas há ruas com nomes em homenagem a Paulo Skoropadski.
Em 2023, o Banco Nacional da Ucrânia lançou uma moeda de 2 grívnias para comemorar o 150º aniversário do nascimento de Paulo Skoropadski. 

## Ancestralidade
|  |                         |  |  |  |  |  |  |  |  |  |  |  |  |  |  |  |
|  | 8. Mykhailo Skoropadsky |  |  |  |  |  |  |  |  |  |  |  |  |  |  |  |
|  |                         |  |  |  |  |  |  |  |  |  |  |  |  |  |  |  |
|  |                         |  |  |  |  |  |  |  |  |  |  |  |  |  |  |  |
|  | 4. Ivan Skoropadsky     |  |  |  |  |  |  |  |  |  |  |  |  |  |  |  |
|  |                         |  |  |  |  |  |  |  |  |  |  |  |  |  |  |  |
|  |                         |  |  |  |  |  |  |  |  |  |  |  |  |  |  |  |
|  | 18. Mykola Markevych    |  |  |  |  |  |  |  |  |  |  |  |  |  |  |  |
|  |                         |  |  |  |  |  |  |  |  |  |  |  |  |  |  |  |
|  |                         |  |  |  |  |  |  |  |  |  |  |  |  |  |  |  |
|  | 9. Pulkheria Markevych  |  |  |  |  |  |  |  |  |  |  |  |  |  |  |  |
|  |                         |  |  |  |  |  |  |  |  |  |  |  |  |  |  |  |
|  |                         |  |  |  |  |  |  |  |  |  |  |  |  |  |  |  |
|  | 2. Petro Skoropadsky    |  |  |  |  |  |  |  |  |  |  |  |  |  |  |  |
|  |                         |  |  |  |  |  |  |  |  |  |  |  |  |  |  |  |
|  |                         |  |  |  |  |  |  |  |  |  |  |  |  |  |  |  |
|  | 5. Yelyzaveta Tarnovska |  |  |  |  |  |  |  |  |  |  |  |  |  |  |  |
|  |                         |  |  |  |  |  |  |  |  |  |  |  |  |  |  |  |
|  |                         |  |  |  |  |  |  |  |  |  |  |  |  |  |  |  |
|  | 1. Pavlo Skoropadskyi   |  |  |  |  |  |  |  |  |  |  |  |  |  |  |  |
|  |                         |  |  |  |  |  |  |  |  |  |  |  |  |  |  |  |
|  |                         |  |  |  |  |  |  |  |  |  |  |  |  |  |  |  |
|  | 6. Andriy Miklashevsky  |  |  |  |  |  |  |  |  |  |  |  |  |  |  |  |
|  |                         |  |  |  |  |  |  |  |  |  |  |  |  |  |  |  |
|  |                         |  |  |  |  |  |  |  |  |  |  |  |  |  |  |  |
|  | 3. Maria Miklashevska   |  |  |  |  |  |  |  |  |  |  |  |  |  |  |  |
|  |                         |  |  |  |  |  |  |  |  |  |  |  |  |  |  |  |
|  |                         |  |  |  |  |  |  |  |  |  |  |  |  |  |  |  |
|  | 7. Daria Olsuyeva       |  |  |  |  |  |  |  |  |  |  |  |  |  |  |  |
|  |                         |  |  |  |  |  |  |  |  |  |  |  |  |  |  |  |
|  |                         |  |  |  |  |  |  |  |  |  |  |  |  |  |  |  |